# Leucodopachrome
Le L-leucodopachrome est un métabolite de la biosynthèse de la mélanine dans les mélanocytes. Il s'agit d'un composé chimique incolore, issu d'une réaction non enzymatique de cyclisation intramoléculaire de la dopaquinone, elle-même produite par l'oxydation de la tyrosine par la tyrosinase (EC 1.14.18.1) en présence d'oxygène. Le noyau orthodiphénolique du leucodopachrome est par la suite oxydé en noyau orthodiquinonique pour donner du dopachrome, qui est de couleur rouge. Elle participe, avec ce dernier, à la formation de l'eumélanine.